# Terre d'épouvante
Terre d'épouvante est un roman de science-fiction d'Edgar Rice Burroughs, paru en 1944. C'est le sixième roman appartenant au cycle de Pellucidar.

## Historique
Le roman est écrit entre le 17 octobre 1938 et le 17 avril 1939, mais n'est pas apparu en magazine, car il a été refusé par Thrilling Wonder Stories, Argosy, Blue Book, Ziff Davies Publication et West Magazine. Le livre est publié pour la première fois le 1er mai 1944 par les éditions Edgar Rice Burroughs, Inc.
Selon le concept de Burroughs, Pellucidar est un continent à l'intérieur de la Terre auquel on accède par des ouvertures situées aux pôles Nord et Sud. Peuplé d'animaux préhistoriques et habité par des peuplades primitives, il est découvert par David Innes, qui règne en empereur sur une fédération composée de quelques-uns de ces peuples (voir Au cœur de la Terre et L'Empire de David Innes).

## Résumé
Après avoir retrouvé von Horst (voir Retour à l'âge de pierre), David Innes retourne à Sari (chef-lieu de son "empire") avec sa troupe. En chemin, ils sont attaqués par des femmes-barbus de la tribu de Oog. Séparé de ses compagnons, David est fait prisonnier et emmené comme esclave. Dans le village, il fait la connaissance d'un autre esclave, Zor de Zoram. Profitant d'une attaque surprise de femmes guerrières d'une tribu rivale, les deux hommes s'évadent en enfourchant des phorusrhacos dont elles se servent comme montures.
Se dirigeant vers Sari, ils traversent une chaîne de montagnes et se retrouvent dans le pays des Jukans, un peuple à moitié fou qui adore une idole de pierre mais est assez évolué pour avoir construit un palais pour leur roi. Les deux hommes y sont emmenés de force et deviennent serviteurs d'un majordome du palais. Ils font connaissance avec Kleeto, une servante qui leur avoue connaître un passage secret menant du palais au-dehors de la ville. Peu après le meurtre du majordome par un intrigant qui voulait prendre sa place, ils tentent l'évasion mais David est pris sur le fait et jeté dans un cachot. Celui-ci s'avère être un couloir que David suit jusqu'à une antichambre. Il tombe sur Moko, fils du roi, tentant de violer une femme. Il le tue et s'aperçoit que la femme en question est Diane la Magnifique, son épouse, qui avait décidé de partir à sa recherche et avait elle aussi été capturée par les Jukans. 
David et Diane suivent le passage secret menant à une falaise hors des murs de la ville. Laissant Diane à l'abri dans une grotte, David repart vers Jukan, déguisé et grimé, dans le but de délivrer Zor et Kleeto. Au palais, il tombe en plein drame. Moko, le fils du roi, n'était que blessé et a appris à son père que David et Diane se sont évadés après l'avoir agressé. Profitant du tumulte, David retrouve Zor et Kleeto et s'enfuit avec eux. À la grotte, David s'aperçoit que Diane a disparu. Lui et ses compagnons se lancent sur sa piste mais, en route, tombent entre les mains des Azariens, des géants cannibales. À leur village, ils apprennent que Diane a également été fait prisonnière, mais qu'elle est parvenue à s'échapper.
Au moment où les Azariens s'apprêtent à égorger Kleeto, le village subit les assauts d'une troupe de mastodontes en furie. David, Zor et Kleeto réussissent à fuir mais David est séparé de ses compagnons. 
Continuant à suivre la piste de Diane, il est capturé par des fourmis géantes ayant la taille d'un bœuf qui l'emmènent  dans leur fourmilière. Il y fait la connaissance de U-val de Ruva et les deux hommes décident de vendre chèrement leur vie. Tout à coup, la fourmilière est attaquée par un fourmilier géant. David et U-val profitent du désarroi des fourmis pour s'enfuir. 
Ruva est une île flottante faite d'arbres dont les racines étroitement enlacées servent de sol et qui dérive selon les courants. David décide d'y accompagner U-val, mais il n'est pas bien reçu et le peuple de Ruva songe sérieusement à en faire un esclave. David promet au chef d'apprendre à son peuple à pêcher au filet et à construire une pirogue à voile pouvoir naviguer plus vite en retour de sa liberté, et le chef accepte. Aussitôt sa promesse faite, le chef lui rend sa liberté mais refuse de le voir quitter son île. Finalement, il parvient à s'évader avec une esclave.
Après avoir dérivé longtemps, ils finissent par apercevoir un navire à voile à l'horizon. C'est l'ami de David, Ja le Mézop, qui est parti à sa recherche et qui a également retrouvé Diane la Magnifique. David apprend également que Zor et Kleeto sont parvenus à se rendre à Sari et qu'ils se sont mariés.

## Éditions françaises
- Terre d'épouvante,OPTA (1969)
- Terre d'épouvante, Temps Futurs (1983)
- Terre d'épouvante in Le cycle de Pellucidar 2. Lefrancq (1997)